# جيسي مالين
جيسي مالين (بالإنجليزية: Jesse Malin)‏ هو مغن مؤلف أمريكي، ولد في 26 يناير 1968 في نيويورك في الولايات المتحدة.

## وصلات خارجية
- الموقع الرسمي
- جيسي مالين على موقع IMDb (الإنجليزية)
- جيسي مالين على موقع ميوزك برينز (الإنجليزية)
- جيسي مالين على موقع أول ميوزيك (الإنجليزية)
- جيسي مالين على موقع ديسكوغز (الإنجليزية)
- جيسي مالين على موقع قاعدة بيانات الفيلم (الإنجليزية)